# Kaoru Mitoma
Kaoru Mitoma (jap. 三笘 薫 Mitoma Kaoru; ur. 20 maja 1997 w Kawasaki) – japoński piłkarz występujący na pozycji napastnika w angielskim klubie Brighton & Hove Albion oraz reprezentacji Japonii.
Wychowanek Uniwersytetu Tsukuba, w trakcie swojej kariery grał także w Kawasaki Frontale.